# John R. Steelman

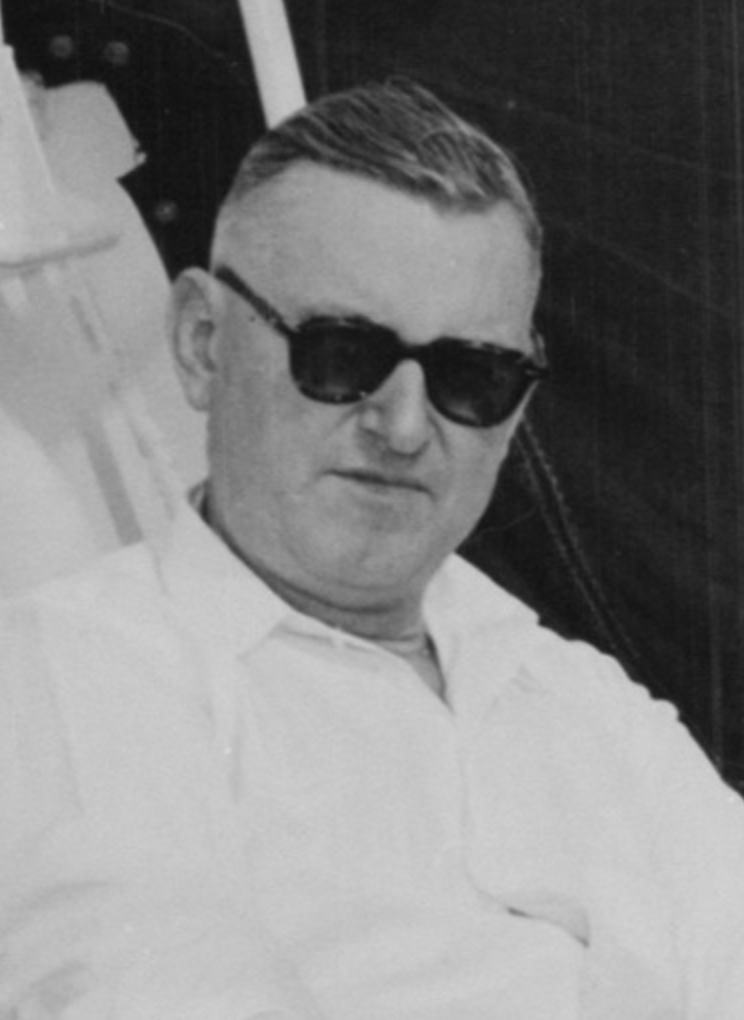
John R. Steelman

John Roy Steelman, född 23 juni 1900 i Calhoun County, Arkansas, död 14 juli 1999 i Naples, Florida, var en amerikansk statstjänsteman, konsult och publicist. Som presidentens assistent (Assistant to the President) ledde han Vita husets stab under USA:s president Harry S. Truman 1946-1953.
Steelman avlade 1922 grundexamen vid Henderson Brown College i Arkadelphia, Arkansas. Han avlade 1924 master vid Vanderbilt University och 1928 doktorsexamen vid University of North Carolina. Han var sedan fram till 1934 professor i sociologi och nationalekonomi vid Alabama College. Han innehade därefter i tio år olika tjänster inom USA:s arbetsmarknadsdepartement.
Steelman arbetade 1944-1945 som public relations-konsult i New York. Han blev först 1945 medarbetare åt president Truman och efter att ha varit 1946 chef för Office of War Mobilization and Reconversion blev han presidentens assistent. Efter tiden i Vita huset var Steelman verksam som konsult och publicist.
Steelman var av svensk härkomst. Han härstammade från släkten Steelman i kolonin Nya Sverige.